# Neduba castanea
Neduba castanea — вид прямокрилих комах родини коників (Tettigoniidae).

## Поширення
Ендемік США. Поширений в Каліфорнії та Орегоні.